# Arabo-persiano
Il cavallo arabo-persiano è una razza equina.
Originario dell'Iran, è un cavallo da sella e da tiro. Può essere considerato una variante dell'arabo e oggi è usato quasi esclusivamente nelle zone desertiche ed è diffuso solo nel paese d'origine. In passato era reputato un cavallo da guerra.
È un animale longevo, frugale robusto e veloce, ha un carattere vivace ed energico.

## Caratteristiche
- Tipo: mesomorfo
- Peso: circa 400 kg
- Mantello: principalmente baio, morello grigio e sauro
- Altezza al garrese: circa 145–155 cm